# خدای حفره‌ها
خدای رخنه‌پوش، خدای حفره‌ها یا خدای شکاف‌ها (به انگلیسی: God of the gaps) که از آن به صورت پرستش شکاف‌ها (به انگلیسی: Worshiping the gaps) نیز یاد شده‌است، به مجموعه‌ای از چند دیدگاه دربارهٔ خدا گفته می‌شود؛ که به‌طور کلی درصدد اثبات است.
عبارت خدای حفره‌ها دلالت به این ایده دارد که خدا برای پر کردن خلأ علمی بشر ساخته شده‌است.
خدای حفره‌ها را نخستین بار هنری درومُند (Henry Drummond) مطرح نمود؛ اما ریشه‌های این ایده را می‌توان در اندیشه‌های فیلسوفانی چون دیوید هیوم نیز یافت. چنین نگرشی سپس توسط فلاسفه تحصلی گسترش یافت.

## منشأ واژه
واژهٔ خدای حفره‌ها نخستین بار در قرن نوزدهم میلادی، توسط مبلغی مسیحی به نام هنری درومند در مجموعه سخنرانی‌هایش (که به صورت کتابی به نام ظهور انسان منتشر گردید) بکار گرفته شد. او به سرزنش آن دسته از مسیحیانی که همواره اشاره به آنچه که علم هنوز پاسخی در خور برایش نیافته بود -حفره‌هایی که با خدا پر می‌شدند- داشتند، پرداخت و آن‌ها را دعوت به پذیرش این واقعیت نمود که همه طبیعت را متعلق به خدا و نتیجه آفرینش او در نظر گیرند. او گفت: «خدایی فراگیر (حاضر در همه جا) که همان خدای فرگشت است به مراتب از خدای کهنه الهیات که تنها گهگاهی اعمال معجزه‌آمیز انجام می‌دهد، پرشکوه‌تر است.»
در قرن بیستم دیتریش بونهوفر در نامه‌هایی که در زمان حضور در یکی از زندان‌های نازی‌ها نگاشت، در توضیح مطلبی مشابه همان واژه را به‌کار گرفت. به عنوان مثال او نوشت: «چه اشتباهی است که خدا را به عنوان سرپوشی برای دانش ناکامل خود به‌کار می‌گیریم. در واقع اگر مرزهای دانش بیشتر و بیشتر گسترش یابند (که امری اجتناب ناپذیر است)، به‌طور هم‌زمان خدا به عقب رانده می‌شود و به همین صورت خدا همواره در حال عقب‌نشینی خواهد بود. ما باید خدا را در آنچه می‌دانیم بیابیم نه در آنچه که نمی‌دانیم.»
در ۱۹۵۵ چارلز کالسون کتاب علم و ایمان مسیحی را نوشت، که توضیحات وی در زمینه اصطلاح خدای حفره‌ها تا حدودی مورد توجه افکار عمومی قرار گرفت؛ آنجا که کالسون می‌گوید: هیچ خدای حفره‌هایی نیست که از عهده شرح مسائل راهبردی که علم از شرحشان عقیم مانده بربیاید؛ زیرا حفره‌هایی از این نوع، عادت اجتناب ناپذیر آب رفتن دارند!
اصطلاح خدای حفره‌ها بار دیگر در کتابی به سال ۱۹۷۱ و مقاله‌ای به سال ۱۹۷۸، هر دو از ریچارد بوب استفاده شد. او مفهوم مورد ذکر را با جزئیات بیشتری بیان کرد و به تدقیق و برجسته سازی آن همت گماشت؛ اما تفاوت مهم ایده بوب با کاربرد امروزی خدای حفره‌ها، آن است که بوب به تمایز میان دو اصطلاح خدای حفره‌ها و خدای انجیل پرداخت، زیرا او درصدد بیان برهانی علیه خدا نبود.

## خدای حفره‌ها به عنوان برهانی استنتاجی
امروزه این واژه در برهانی به همین نام بکار رفته‌است که مقصود از آن تبیین نادرستی براهین اثبات خداست؛ زیرا این براهین را شکلی خاص از مغالطه توسل به جهل می‌داند. این استدلال، براهین اثبات وجود خدا را مشابه استدلال زیر می‌داند:
- الف- شکافی در درک برخی جهات (محمولات، یا وجود) جهان طبیعی وجود دارد.
- ب-بنابر این چنین دلیلی باید ماوراء طبیعی باشد.[۴][۵][۹][۱۰][۱۱]

به صورت دیگر، می‌توان چنین تقریرهایی از برهان ارائه داد:
1. وجود خدا قابل اثبات است، اگر و تنها اگر خلقت گرایی موضعی صادق در شناخت جهان باشد.
2. خلقت گرایی موضعی صادق در شناخت جهان نیست.

نتیجه: وجود خدا قابل اثبات نیست.
1. جهان نیازمند خداست، اگر و تنها اگر خلقت گرایی موضعی صادق در شناخت جهان باشد.
2. خلقت گرایی موضعی صادق در شناخت جهان نیست.

نتیجه: جهان نیازمند خدا نیست.[اگر بتوان وجود خدا را مستلزم نیاز جهان به خدا در نظر گرفت، می‌توان این‌گونه تقریر کرد:خدا وجود دارد، اگر و تنها اگر خلقت گرایی... و نتیجه آنکه خدا وجود ندارد.]
نتیجه ی مهم: هر استدلالی باید به خوبی مورد فهم واقع شود. استدلال هایی که برای انکار وجود خدای حفره ها ارائه می شود، نمی تواند به عنوان استدلالی برای انکار وجود خدای ادیان ابراهیمی تلقی گردد. به بیان دیگر، این استدلال ها هیچ اطلاعاتی درباره ی وجود یا عدم وجود خدای ادیان ابراهیمی در اختیار قرار نمی دهد.

### چرا اثبات وجود خدا مستلزم صحّت خلقت گرایی است؟
اگر خدا را در تعریفی کلی، به هر نوع الهه و خالق تعبیر کنیم، که پدیده‌ای را خلق نموده، به صورتی که قوانین حاکم بر آن پدیده بر او حاکم نیست؛ قائل به خلقت گرایی شده‌ایم.
از تعریف بالا روشن می‌شود که اثبات وجود هر نوع الهه و خدا، از جمله تعاریف خاص تر خدا و نه لزوماً در ادیان ابراهیمی، مستلزم گونه‌ای خلقت گرایی است.
این خلقت گرایی می‌تواند تبیین ویژگی‌های یک پدیده، یا تبیین تحقّق یا رخداد آن پدیده، با پیش کشیدن فرض وجود یک خالق-به وصفی که در بالا گذشت- باشد. در حالی که تعاریفی از خدا که هم‌خوانی با صدق قوانین حاکم بر مخلوقات مانند تکامل دارند به کلی از این سخن مبراست.
بر این اساس؛ وجود خدا می‌بایست با پیش کشیدن فرض وجود یک خالق، به عنوان علت وقوع پدیده‌ای چون بارش باران و حرکت قاره‌ها، یا پدیده‌ای چون حرکت موجودات یا نظم موجودات؛ یا در کلی‌ترین حالت وجود موجودات، به اثبات برسد.
با توجه به توضیحات پیشین، مشخص می‌گردد که مهم‌ترین وظیفه تبیینی دین (صرف نظر از مناقشات جزئی دربارهٔ ادیان بیخدا)، اثبات وجود خدا با به کار بستن گونه‌ای خلقت گرایی است.

### چرا خلقت گرایی موضع صادقی در شناخت جهان نیست؟

#### ناموجّه بودن منطقی تبیین متافیزیکی حتی در فقدان تبیین علمی
زمانی که بر ما معلوم گردد پیدایش باور به موجودی فراطبیعی (خدا)، ناشی از ناتوانی انسان در توضیح علمی جهان پیرامونش بوده‌است، از آنجا که این اقدام، نوعی مغالطه توسل به جهل است، برای دانستن باطل بودن مغالطات نیازی به ارائه مدل جایگزین نمی‌باشد.

سخن ریچارد داوکینز:
پیش از کشف انتخاب طبیعی، فیلسوفانی مانند هیوم فهمیده بودند که نامحتملی حیات، ضرورتاً به معنای آفریده بودن آن نیست، اما آنان آلترناتیوی برای آفرینش نمی‌شناختند. پس از داروین، همگی ما باید عمیقاً در برابر هر ایدهٔ آفرینش شکاک باشیم. توهم آفرینش، دامی است که پیش تر در آن افتاده‌ایم.

داوکینز در سال ۱۹۸۶ در کتاب ساعت‌ساز نابینا می‌نویسد:
پیش از کشف تکامل توسط علم یک خداناباور بر پایه نظرات هیوم می‌توانست بگوید: «من برای اشکال پیچیده بیولوژیک توضیحی ندارم. تنها می‌توانم بگویم که خدا توضیح خوبی در این رابطه نیست. بهتر است که صبر کنیم و چشم امید داشته باشیم تا شخصی با نظری بهتر از راه برسد.» بدون شک این دیدگاه، گرچه از نظر منطقی درست بنظر می‌رسید، ولی توان متقاعد ساختن افراد را به‌طور کامل نداشت.

#### علم، در تقابل با خلقت گرایی
در تشریح این مطلب به‌طور خلاصه می‌توان گفت، روش صحیح شناخت جهان روش علمی است و هدف این روش، حذف تبیین خلقت گرایانه است؛ زیرا علم به تبیین پدیده‌هایی می‌پردازد که پیش از ارائه تبیین علمی، تنها فرضی که تحقق آن‌ها را موجّه می‌کرده‌است، فرضیه وجود خدا و رجوع به متافیزیک بوده‌است.
برای مثال، تنها مدلی که بارش باران یا وقوع سیل و رعد و برق و خشکسالی را برای انسان‌های اولیه موجه جلوه می‌داده‌است، فرضیه وجود خدای باران و خدای رعد و برق و خدای خشکسالی بوده‌است.
دلیلی وجود ندارد که علم از حذف دیگر صورتهای خلقت گرایی ناتوان باشد. برای مثال می‌توان به حرکت اجسام، یا پیچیدگی‌های زیستی بدن موجودات زنده اشاره نمود. موارد ذکر شده پیش از این جز با فرض وجود خدای محرّک و خدای ناظم موجّه نبوده‌اند، اما امروزه تبیین صحیح علمی یافته‌اند.

همچنین است دربارهٔ علت جهان به عنوان یک کل. استیون هاوکینگ در این باره می‌گوید:
 در حال حاضر علم به سوالاتی پاسخ می‌گوید که زمانی تصور می‌شد پاسخ آن‌ها در محدوده اختیارات دین است… اکنون حوزه‌ای که تصور می‌شود تفسیر آن منحصر به آموزه‌های دینی است، مسئله منشأ جهان است. اما در همین حوزه نیز علم تلاش می‌کند به پاسخ‌هایی برسد، و فکر می‌کنم به زودی پاسخ‌هایی توصیفی برای مسئله پیدایش جهان یافت خواهد شد.
نگرش ساده اندیشانه دربارهٔ تبیین علمی آن است که اگر منشأ جهان را انفجار بزرگ در نظر بگیرند، خواهیم گفت که انفجار بزرگ از کجا آمده و اگر منشأ را حرکت پروتون‌ها معرفی کنند، باز همان را خواهیم پرسید؛ اما نگاهی کوتاه به نظریات در حال آزمایش فیزیک، همچون علیت معکوس، توانایی‌های تبیینی منحصربه‌فردی را هویدا می‌سازد.

#### دووجهی معیوب
خداباوران عموماً مدل الهی از جهان را به دلیل آنکه گزینه دیگری تاکنون برای توضیح جهان به دست نیامده، الزاماً درست می‌پندارند. هر تبیین علمی با موشکافی بسیار باید مورد ارزیابی قرار گیرد، اما مدل الهی از جهان نیاز به ارائه شواهد و مدارک ندارد. به باور ریچارد داوکینز:
 فرضیهٔ وجود خدا یک نظریهٔ علمی دربارهٔ جهان است. نظریه‌ای که باید با همان شکاکیتی بدان پرداخت که به نظریه‌های دیگر می‌پردازیم.

#### مدل الهی از جهان اصلاً تبیین چیزی نیست
فرضیه وجود خدا با سخن گفتن از سلسله حرکت‌ها و نظم‌ها، سعی در اثبات خدا دارد، اما از آن جا که روشی نادرست در شناخت جهان برگزیده، تنها توجیهی که برای موارد ذکر شده می‌یابد، وجود محرک و ناظمی است که سابق بر آن محرک و ناظم دیگری نباشد. پس عملاً برای توجیه حرکت و نظم، چاره‌ای جز پاک کردن صورت سؤال نیافته‌است!
البته مقصود آن نیست که وجود خالق ورای پدیده‌ها نامعقول است. طبعاً می‌توان مسئله را این‌گونه توجیه نمود که دلیل علت نداشتن یا ناظم نداشتن علت الهی و ناظم الهی، ویژگی‌های متفاوت او در مقایسه با پدیده‌های جهان است.
اما به طریق مشابه، خداباوران باید اعتراف کنند که فرض وجود خدای باران به عنوان عامل بارش باران هم هرگز فرضی غیر عقلی و ضد عقلی نیست، اما این مسئله سبب نمی‌شود که چنین فرضی را از معتقدان به خدای باران بپذیریم.
ریچارد داوکینز:
دانش به ما می‌آموزد که چگونه پیچیدگی (سختی) از داخل سادگی (آسانی) به وجود می‌آید. نظریهٔ خدا هیچ توضیح مفیدی برای هیچ چیز نمی‌دهد، زیرا که تنها به سادگی چیزی را که می‌خواهیم توضیح دهیم بدیهی می‌انگارد…
من به این دلیل مخالف مذهب هستم که مارا به راضی‌بودن و سرسپردگی تعلیم می‌دهد تا از درک علمی جهان ناتوان باشیم…

دانش توضیح می‌دهد که چگونه پیچیدگی (مسئلهٔ دشوار) از سادگی (مسئلهٔ ساده) ایجاد شده‌است. فرضیهٔ وجود خدا هیچ توضیح ارزشمندی برای هیچ پدیده‌ای نیست، زیرا صرفاً آن چیزی را فرض می‌گیرد که قرار است توضیح دهیم. فرض سختی می‌کند تا مسئلهٔ سختی را توضیح دهد، و مسئله را رها می‌کند.

#### تیغ اوکام
گفته می‌شود فرضیه وجود خدا به عنوان اینکه موجودی متمایز از جهان در نهایت علم و قدرت جهان را آفریده‌است، حداکثر نتیجه قابل حصول است، پس هر مدل دیگر که بتواند با مفروضاتی ساده‌تر جهان را تبیین کند، بر این فرضیه ارجحیت دارد.
ریچارد داوکینز:
 دانش توضیح می‌دهد که چگونه پیچیدگی (مسئلهٔ دشوار) از سادگی (مسئلهٔ ساده) ایجاد شده‌است. فرضیهٔ وجود خدا هیچ توضیح ارزشمندی برای هیچ پدیده‌ای نیست، زیرا صرفاً آن چیزی را فرض می‌گیرد که قرار است توضیح دهیم. فرض سختی می‌کند تا مسئلهٔ سختی را توضیح دهد، و مسئله را رها می‌کند.

#### ابطال ناپذیری الهیات
ریچارد داوکینز: 
 کسی که به صحت چیزی باور دارد چون در کتاب مقدسش آن‌طور نوشته شده؛ و حتی اگر همهٔ شواهد دنیا را هم برخلاف رأی او باشند، چون در کتاب مقدس او طور دیگری نوشته، آن شواهد را نمی‌پذیرد. من مطلقاً منکر می‌شوم که چنین آدمی باشم. اگر شواهد، مرا به پذیرش مطلبی وادارند من هم مثل هر دانشمندی مشتاقانه آن را می‌پذیرم. من بدون داشتن شواهد چیزی را درست نمی‌دانم. درست است که گاهی احساساتی می‌شوم، اما این احساسات من ناشی از علاقه به حقیقت است. احساسات بسیار با بنیادگرایی فرق دارد.
- ریچارد داوکینز (۱۳۸۶)، پندار خدا، ترجمهٔ ا. فرزام، توزیع در اینترنتی

ب
d
- Dietrich Bonhoeffer, Letters and Papers from Prison, New York: Simon & Schuster, 1997 (ISBN 978-0-684-83827-4) "Letter to Eberhard Bethge", 29 May 1944, pages 310-312.
- Richard H. Bube, "Man Come Of Age: Bonhoeffer's Response To The God-Of-The-Gaps," Journal of the Evangelical Theological Society, volume 14 fall (1971), pages 203-220.
- Charles Alfred Coulson, Science and Christian Belief (The John Calvin McNair Lectures, 1954), London: Oxford University Press, 1955. Page 20, see also page 28.
- Henry Drummond, The Lowell Lectures on the Ascent of Man, Glasgow: Hodder and Stoughton, 1904 (Chapter 10, containing the relevant text).